# Out of Order
Out of Order — музичний альбом Рода Стюарта. Виданий 23 травня 1988 року лейблом Warner Bros. Records. Загальна тривалість композицій становить 51:30. Альбом відносять до напрямку рок. 

## Список пісень
1. "Lost in You"
2. "The Wild Horse"
3. "Lethal Dose of Love"
4. «Forever Young»
5. "My Heart Can't Tell You No"
6. "Dynamite"
7. "Nobody Knows You When You're Down and Out"
8. "Crazy About Her"
9. "Try a Little Tenderness"
10. "When I Was Your Man"
11. "Almost Illegal"